# 1932 no jornalismo
Nesta página encontrará referências aos acontecimentos directamente relacionados com o jornalismo ocorridos durante o ano de 1932.

## Eventos
- 10 de abril — Início da publicação do semanário quinzenal "Beira Nova".[1]
- Publicação no Porto (Portugal) do Cinema : semanário cinematográfico.[2]
- ?? — Fundação do jornal semanário regional português "Defesa de Espinho".
- ?? — Início da publicação jornal semanal "Academia portuguesa" em Lisboa. Deixou de ser publicado em 1933.[3]

## Nascimentos
| Data            | Nome           | Profissão                                                                       | Nacionalidade | Observações | Ref |
| --------------- | -------------- | ------------------------------------------------------------------------------- | ------------- | ----------- | --- |
| 19 de fevereiro | Alberto Dines  | jornalista e escritor                                                           | Brasil        |             |     |
| 8 de março      | Sebastião Nery | jornalista e político                                                           | Brasil        |             |     |
| 4 de junho      | Prisco Viana   | jornalista e político                                                           | Brasil        |             |     |
| 22 de julho     | Léo Batista    | jornalista                                                                      | Brasil        |             |     |
| 24 de outubro   | Ziraldo        | cartunista, pintor, dramaturgo, caricaturista, escritor, colunista e jornalista | Brasil        |             |     |

## Mortes
| Data | Nome | Profissão | Nacionalidade | Observações | Ref |
| ---- | ---- | --------- | ------------- | ----------- | --- |